# 堂島站
堂島站（日语：／ Dōjima eki */?）是位於福島縣會津若松市河東町郡山字京丁前乙135番地，東日本旅客鐵道（JR東日本）的磐越西線車站。
除了早上和黃昏部分列車，以及日間1班列車外，其他普通列車均通過此站。此站上下行停靠列車共有5往返班次。但是在日橋川舉行「川之祭典」煙花大會當日，設有臨時列車（電動列車）停靠此站。

## 歷史
在1934年（昭和9年），會津地方內引入了柴油列車，行走短區間的班次。為了與巴士進行競爭而加設此站。基於上述原因，長距離行走的列車通過此站，只有區間列車停靠此站。有相同情況的車站中，由於戰時中實施石油消費規限，柴油列車一度停止使用，使此站暫停使用。在戰後車站重啟，但是變為所有列車停站。重開當初只有會津若松至喜多方之間的區間列車，現時只有部分列車停靠。

### 年表
- 1934年（昭和9年）11月1日：鐵道省車站啟用[1]。
- 1987年（昭和62年）4月1日：伴隨國鐵分割民營化，車站由東日本旅客鐵道（JR東日本）營運[5]。
- 2012年（平成24年）3月17日：實施時間表修正，部分電動列車改用柴油列車，日間增加1往返班次。

## 車站構造
此站是地面車站，設有1面1線的單式月台。沒有車站大樓和廁所。
此站是由會津若松站管理的無人車站。

## 使用狀況
在2004年度的1日平起乘車人次為33人。
| 乘車人員變化 | 乘車人員變化 |
| 年度         | 1日平均人次  |
| ------------ | ------------ |
| 2000         | 22           |
| 2001         | 22           |
| 2002         | 27           |
| 2003         | 30           |
| 2004         | 33           |

## 車站周邊
車站周邊位於田園地帶。此站往會津若松站是向南方前進，然後在該站折返，向北方向廣田站前進，因此此站距離2站後的廣田站大約2公里。
- 堂島郵局
- 福島縣立醫科大學會津醫療中心（日语：福島県立医科大学会津医療センター）
- 國道121號（日语：国道121号）
- 福島縣道33號會津坂下河東線（日语：福島県道33号会津坂下河東線）
- 會津縱貫北道路（日语：会津縦貫北道路） 湯川南交匯處（日语：湯川南インターチェンジ）
- 會津若松消防署（日语：津若松地方広域市町村圏整備組合）十文字出張所

## 相鄰車站
東日本旅客鐵道（JR東日本）
■磐越西線
□快速（包括「阿賀野」）
通過
■普通（只有部分列車停靠）
會津若松－堂島－笈川

## 注腳
1. 1 2 3 4  . 東日本旅客鉄道.   [2014-10-23]. （原始内容存档于2020-10-22） （日语）.
2. 1 2 3 4 5 6 7  . 週刊JR全駅・全車両基地 (朝日新聞出版). 2013-08-04, (50): 24 （日语）.
3. ↑   (PDF).   [2021-01-31]. （原始内容存档 (PDF)于2020-02-19）.
4. ↑  岩成政和. . 鐵道雜誌. 2019年10月, (636): 20 – 35 （日语）.
5. ↑  『交通年鑑 昭和63年版』 交通協力會，1988年3月。
6. ↑  第120回福島県統計年鑑 （页面存档备份，存于）（日語）

## 外部連結
- 車站資訊（堂島）：東日本旅客鐵道（日語）